# Атабаев, Абдураим
Абдураим Атабаев (19 декабря 1909 год, кишлак Куркат, Ходжентский уезд, Самаркандская область, Туркестанский край, Российская империя — дата смерти неизвестна, Таджикская ССР) — звеньевой колхоза имени Калинина Науского района Ленинабадского района, Таджикская ССР. Герой Социалистического Труда (1948).

## Биография
Родился в 1909 году в кишлаке Ходжентского уезда Самаркандской области. До коллективизации трудился батраком. С начала 1930-х годов — рядовой колхозник, звеньевой колхоза имени Калинина (позднее — имени 50-летия Октября) Науского района.
В 1947 году хлопководческое звено под руководством Абдураима Атабаева собрало в среднем с каждого гектара по 85,47 центнеров хлопка с участка площадью 3 гектара. Указом Президиума Верховного Совета СССР от 1 марта 1948 года удостоен звания Героя Социалистического Труда за «получение высокого урожая хлопка при выполнении колхозом обязательных поставок и натуроплаты за работу МТС в 1947 году и обеспеченности семенами зерновых культур для весеннего сева 1948 года» с вручением ордена Ленина и золотой медали «Серп и Молот».
Трудился в колхозе до выхода на пенсию в 1969 году. Проживал в Науском районе. Дата смерти не установлена.